# The Legend of Blacksilver
The Legend of Blacksilver es un videojuego de rol y fantasía desarrollado por Charles W. Dougherty y John C. Dougherty de Quest, Inc. y distribuido por Epyx en 1988. Es una secuela indirecta del juego Legacy of the Ancients. Originalmente diseñado para la Commodore 64, el juego fue porteado a la Apple II.

## Trama
El personaje principal del juego es contactado por primera vez por la princesa Aylea en un sueño, donde le cuenta su historia. El malvado barón Taragas del reino de Maelbane ha descubierto el legendario material «Blacksilver» y ha conspirado con el barón local Mantrek. En teoría, en las manos del mal, el Blacksilver podría ser usado para crear armas de destrucción masiva. La princesa Aylea instruye al jugador para que rescate a su padre, el rey Durek, quien dirigía un ejército contra el barón Taragas, pero fue capturado por el malvado barón.

## Desarrollo
The Legend of Blacksilver utiliza una versión mejorada del motor de juego usado en su predecesor, Legacy of the Ancients, el cual estaba basado vagamente en el motor utilizado en la serie de Questron. El juego está escrito en BASIC complementado con rutinas de disco, sonido y gráficos programadas en lenguaje de máquina para mayor velocidad. Lanzado para Commodore 64 en un principio, fue posteriormente porteado a Apple II, y una versión de PC fue planeada para ser lanzada, pero fue cancelada.

## Jugabilidad
El juego se juega en gran parte desde una perspectiva desde arriba que muestra al personaje moviéndose por varios entornos dentro del mundo, manteniendo dicha perspectiva principalmente dentro de los pueblos, ciudadelas, mazmorras, templos, etc. Cambiará a un estilo 3D cuando el jugador entre a una mazmorra. Cuenta con un estilo de combate por turnos al enfrentarse a los enemigos al igual que interacciones con los NPC. Al ser enteramente por turnos, si el jugador decide quedarse quieto, perderá su turno en cuestión de segundos. Al encontrarse con monstruos, los jugadores tendrán cuatro opciones: atacar, hablar, acechar o esperar. Sin embargo, esto no se transfiere a las mazmorras, ya que todo monstruo será hostil con el jugador. El jugador no obtiene experiencia por medio del combate, pero tiene la capacidad de mejorar atributos como armadura o rango venciendo a los maestros del juego en los templos. El jugador puede comprar hechizos en diferentes pueblos, pero algunos tendrán un requerimiento de nivel. También existen varias formas de obtener dinero en el juego como luchar contra monstruos, encontrar tesoros, robarle a los mercaderes, saquear templos, apostar, y otros trabajos.

## Recepción
Computer Gaming World le dio al juego una reseña mixta, diciendo que «está bien en un nivel técnico, pero en un nivel artístico parece ser un reciclaje de miles de otros juegos, sin ofrecer nada nuevo o interesante para los jugadores experimentados».
El juego fue reseñado en 1989 en el número 144 de la revista Dragon por Patricia Hartley y Kirk Lesser en la columna «El rol de las computadoras». Los analistas le dieron al juego 4 de 5 estrellas.